# NetBSD
NetBSD je slobodno dostupna verzija BSD Unix operativnog sustava. Bila je službeno druga BSD varijanta otvorenog koda po redoslijedu izdavanja, izdana nakon 386BSD-a, i nastavlja se njen aktivan razvoj. Najpoznatija je po svojoj širokoj prenosivosti i kvaliteti izrade, te se često koristi u embedded sustavima i kao početna točka za prijenos drugih operativnih sustava na nove računalne arhitekture.
Trenutno je NetBSD dostupan za preko 54 računalnih arhitektura.
NetBSD koristi napredan, izrazito prenosivi upravitelj paketima pkgsrc.

## Vanjske poveznice
- Stranice NetBSD projekta
- NetBSD Wiki  Arhivirana inačica izvorne stranice od 5. ožujka 2016. (Wayback Machine)